# 小池祐貴
小池 祐貴（こいけ ゆうき、1995年5月13日 - ）は、北海道小樽市出身の陸上競技選手。専門は短距離走。2018年ジャカルタアジア大会の200m金メダリスト。住友電工所属。

## 経歴

### 中学時代まで
小樽市立桜小学校、立命館慶祥中学校の9年間は野球に取り組み、中学3年の夏まで「エースで4番」の野球選手だったが、「個人競技をやってみたい」という理由から陸上選手に転向した。中学3年の秋には100mで大会に出場し12秒21を記録したという。

### 高校時代
立命館慶祥高校に入学してから本格的に陸上競技を始めると、1年時の2011年にインターハイ出場（100mで準決勝進出）、国民体育大会少年B100mでは2位（1位と0秒05差）に入るなど、高校トップクラスの選手に成長した。2年時の2012年にはインターハイ、国民体育大会、日本ユース選手権の3大会で入賞を果たし、日本ユース選手権の100mと200mではそれぞれ2位と3位に入る活躍を見せたが、100mでは前年の国民体育大会に続いて桐生祥秀の後塵を拝した。
3年時の2013年には100mで10秒38（+0.1）、200mで20秒89（+1.8）と両種目で北海道高校生記録を樹立したが、日本人現役最速ランナーとなった桐生祥秀（当時の自己ベスト10秒01）に直接対決で勝つことは出来ず、インターハイの100mと200m、国民体育大会少年A100m、日本ジュニア選手権200mと全てのレースで2位に終わった。特にインターハイは100m決勝で10秒38（+0.1）、200m決勝で20秒99（-1.4）と例年なら優勝してもおかしくないタイムを記録しながら、それぞれ10秒19と20秒66の大会新記録で優勝した桐生祥秀に敗れ、200mのレース後には初めて悔し涙を流した。桐生祥秀が欠場した日本ジュニア選手権100mは10秒43（+0.1）で制し、初の全国タイトルを獲得している。

### 大学時代
2014年、4月に慶應義塾大学（総合政策学部）に入学。5月の静岡国際200mB決勝でジュニア日本歴代6位（当時）の20秒61（+0.6）を記録。7月には世界ジュニア選手権で初の世界大会を経験すると、200mではこの種目で日本勢3人目のファイナリストになったが、決勝は4×100mリレー予選を走ってから約1時間20分後というハードなスケジュールだった。決勝では3位と0秒03差で惜しくもメダルを逃したが、追い風参考記録ながら日本歴代6位（当時）に相当する20秒34（+2.3）の好タイムを記録した。4×100mリレー決勝では3走（川上拓也、桐生祥秀、小池、森雅治）を務め、ジュニア日本記録（39秒01）に迫る39秒02で2位に入り、この種目では日本勢過去最高成績となる銀メダル獲得に貢献した。9月の日本インカレ4×400mリレーではアンカーを務め、3分04秒58の好タイムで初の学生日本一に輝くとともに、この種目では61年ぶりとなる慶應義塾大学の優勝に貢献した。10月の日本ジュニア選手権100mは大嶋健太やサニブラウン・アブデル・ハキームらを抑え、連覇とともに学生になって最初の全国個人タイトルを獲得した。
2015年、5月の関東インカレで右足を負傷。6月のアジア選手権で初のシニア日本代表を経験。7月にはユニバーシアードに出場したが、100mは準決勝のスタート直後にバランスを崩して決勝進出を逃し（0秒07差）、4×100mリレーは3走を務めて予選通過に貢献するも、決勝は故障のためメンバーから外れた。
2017年、慶應義塾体育会競走部100代目主将になる。笑って終われる100代目を掲げ、チームの目標を「One Up」とする。9月の日本インカレ200m決勝では自己ベスト（20秒61）を3年ぶりに更新する20秒58（+1.6）で優勝を飾り、2014年の日本ジュニア選手権以来となる全国タイトルを獲得するとともに、最終学年にして初の学生個人タイトルを獲得した。また、200mでは初の全国タイトルとなった。

### 社会人時代
2018年、4月にANA（全日本空輸）に入社。同月の織田記念SEIKOチャレンジ100mで10秒20（+1.4）を記録し、自己ベスト（10秒32）を4年ぶりに更新した。また走幅跳元日本記録保持者の臼井淳一がコーチとなった。2018年12月1日付で住友電工に移籍。
第102回日本選手権に出場。100mでは10秒17（+0.6）の4位、200mでは20秒42（+0.8）の2位と、共に自己ベストを更新して入賞した。その後、ジャカルタアジア大会200m代表に選出され、20秒23（+0.7）の自己ベストで優勝、同種目において日本勢12年ぶりとなる金メダルを獲得した。同大会の4×400mリレーでは2走（ウォルシュ・ジュリアン、小池、安部孝駿、飯塚翔太）を務め、3分01秒94で銅メダルを獲得した。
2019年7月20日のIAAFダイヤモンドリーグ・ロンドングランプリ男子100mでは、日本勢3人目の9秒台となる9秒98（+0.5）で4位に入った。
2021年、東京五輪にて200メートルの代表に内定していたが、辞退する意向を発表した。
2021年7月の開催となった2020年東京オリンピックの陸上競技男子100m予選では10秒22で4組4着となり準決勝に進めなかった。
2023年より練習拠点をアメリカに移し、2000年シドニー五輪男子100m金メダリストのモーリス・グリーンらを育てたジョン・スミスの指導を受けている。

## エピソード
- 尊敬する選手は同じ北海道出身の髙平慎士[18]。
- 2013年4月29日に桐生祥秀が10秒01（当時日本歴代2位）を記録して現役最速ランナーになり、高校日本一は絶望的になったが、自分の中で目標を作ってレースに臨むようにして自身を奮い立たせた。インターハイでは10秒3台を出すことを目標にして、決勝で達成した[19]。

## 自己ベスト
記録欄の（　）内の数字は風速（m/s）で、+は追い風を意味する。
| 種目    | 記録   | 風速 | 年月日        | 場所       | 備考            |
| 屋外    | 屋外   | 屋外 | 屋外          | 屋外       | 屋外            |
| ------- | ------ | ---- | ------------- | ---------- | --------------- |
| 100m    | 9秒98  | +0.5 | 2019年7月20日 | ロンドン   | 日本歴代3位タイ |
| 200m    | 20秒23 | +0.7 | 2018年8月29日 | ジャカルタ | 日本歴代8位     |
| 400m    | 46秒51 |      | 2014年8月17日 | 室蘭市     |                 |
| 4×100mR | 37秒78 |      | 2019年7月21日 | ロンドン   | 2走             |

## 年次記録
|                      | 100m   | 備考            | 200m   | 備考                        |
| -------------------- | ------ | --------------- | ------ | --------------------------- |
| 2010年 （中学3年）   | 12秒21 |                 |        |                             |
| 2011年 （高校1年）   | 10秒63 |                 | 21秒86 |                             |
| 2012年 （高校2年）   | 10秒60 |                 | 21秒37 |                             |
| 2013年 （高校3年）   | 10秒38 |                 | 20秒89 |                             |
| 2014年 （大学1年）   | 10秒32 |                 | 20秒61 | ジュニア日本歴代6位（当時） |
| 2015年 （大学2年）   | 10秒34 |                 | 20秒96 |                             |
| 2016年 （大学3年）   | 10秒42 |                 | 20秒69 |                             |
| 2017年 （大学4年）   | 10秒46 |                 | 20秒58 |                             |
| 2018年 （社会人1年） | 10秒17 |                 | 20秒23 | 日本歴代7位（当時）         |
| 2019年 （社会人2年） | 9秒98  | 日本歴代3位タイ | 20秒24 |                             |
| 2020年 （社会人3年） | 10秒19 |                 | 20秒76 |                             |

太字は自己ベスト

## 主な成績
備考欄の記録は当時のもの

### 国際大会
| 年          | 大会                     | 場所         | 種目    | 結果   | 記録           | 備考               |
| ----------- | ------------------------ | ------------ | ------- | ------ | -------------- | ------------------ |
| 2013（高3） | 日韓中ジュニア交流       | 濰坊         | 100m    | 優勝   | 10秒65（-0.2） |                    |
| 2013（高3） | 日韓中ジュニア交流       | 濰坊         | 100m    | 優勝   | 10秒70（+0.1） |                    |
| 2013（高3） | 日韓中ジュニア交流       | 濰坊         | 4x100mR | 優勝   | 41秒26（3走）  |                    |
| 2013（高3） | 日韓中ジュニア交流       | 濰坊         | 4x100mR | 2位    | 41秒04（3走）  |                    |
| 2014（大1） | 世界ジュニア選手権       | ユージーン   | 200m    | 4位    | 20秒34（+2.3） |                    |
| 2014（大1） | 世界ジュニア選手権       | ユージーン   | 4x100mR | 2位    | 39秒02（3走）  |                    |
| 2015（大2） | アジア選手権             | 武漢         | 100m    | 準決勝 | DNS            | 予選10秒70（-0.3） |
| 2015（大2） | ユニバーシアード (en)    | 光州         | 100m    | 準決勝 | 10秒35（+1.8） |                    |
| 2015（大2） | ユニバーシアード (en)    | 光州         | 4x100mR | 予選   | 38秒93（3走）  | 決勝進出           |
| 2018（社1） | アジア大会               | ジャカルタ   | 200m    | 優勝   | 20秒23（+0.7） |                    |
| 2018（社1） | アジア大会               | ジャカルタ   | 4x400mR | 3位    | 3分01秒94      |                    |
| 2018（社1） | IAAFコンチネンタルカップ | オストラヴァ | 200m    | 4位    | 20秒57（-1.6） |                    |

### 日本選手権
4x100mRは日本選手権リレーの成績
| 年          | 大会    | 場所   | 種目    | 結果   | 記録           | 備考       |
| ----------- | ------- | ------ | ------- | ------ | -------------- | ---------- |
| 2014（大1） | 第98回  | 福島市 | 100m    | 準決勝 | 10秒48（+0.8） |            |
| 2014（大1） | 第98回  | 福島市 | 200m    | 予選   | 20秒89（+1.5） |            |
| 2015（大2） | 第99回  | 新潟市 | 200m    | 7位    | 20秒97（+0.8） |            |
| 2016（大3） | 第100回 | 横浜市 | 4x100mR | 予選   | DNF（4走）     |            |
| 2018（社1） | 第102回 | 山口市 | 100m    | 4位    | 10秒17（+0.6） | 自己ベスト |
| 2018（社1） | 第102回 | 山口市 | 200m    | 2位    | 20秒42（+0.8） | 自己ベスト |
| 2019（社2） | 第103回 | 福岡市 | 100m    | 3位    | 10秒19（-0.3） |            |
| 2019（社2） | 第103回 | 福岡市 | 200m    | 2位    | 20秒48（-1.3） |            |
| 2020（社3） | 第104回 | 新潟市 | 100m    | 3位    | 10秒30（-0.2） |            |
| 2020（社3） | 第104回 | 新潟市 | 200m    | 2位    | 20秒88（-0.5） |            |
| 2021（社4） | 第105回 | 大阪市 | 100m    | 4位    | 10秒27（+0.2） |            |
| 2021（社4） | 第105回 | 大阪市 | 200m    | 優勝   | 20秒46（+1.0） |            |

### その他
主要大会を記載
| 年          | 大会                           | 場所           | 種目    | 結果     | 記録             | 備考                             |
| ----------- | ------------------------------ | -------------- | ------- | -------- | ---------------- | -------------------------------- |
| 2011（高1） | インターハイ                   | 北上市         | 100m    | 準決勝   | 11秒05（-1.7）   |                                  |
| 2011（高1） | インターハイ                   | 北上市         | 200m    | 予選     | 22秒10（+0.7）   |                                  |
| 2011（高1） | インターハイ                   | 北上市         | 4x400mR | 予選     | 3分24秒30（2走） |                                  |
| 2011（高1） | 国民体育大会                   | 山口市         | 100m    | 2位      | 10秒63（-0.2）   | 自己ベスト                       |
| 2011（高1） | 日本ユース選手権               | 名古屋市       | 100m    | 準決勝   | 11秒07（-1.8）   |                                  |
| 2012（高2） | 南部記念                       | 札幌市         | 100m    | 準決勝   | 10秒87（-1.5）   |                                  |
| 2012（高2） | インターハイ                   | 新潟市         | 100m    | 7位      | 10秒65（0.0）    | 準決勝10秒62：自己ベスト         |
| 2012（高2） | インターハイ                   | 新潟市         | 200m    | 5位      | 21秒37（-0.5）   | 自己ベスト                       |
| 2012（高2） | インターハイ                   | 新潟市         | 4x100mR | 準決勝   | 41秒57（2走）    |                                  |
| 2012（高2） | 国民体育大会                   | 岐阜市         | 100m    | 4位      | 10秒60（+0.1）   | 自己ベスト                       |
| 2012（高2） | 国民体育大会                   | 岐阜市         | 4x100mR | 8位      | 40秒69（2走）    |                                  |
| 2012（高2） | 日本ユース選手権               | 名古屋市       | 100m    | 2位      | 10秒78（-2.4）   |                                  |
| 2012（高2） | 日本ユース選手権               | 名古屋市       | 200m    | 3位      | 21秒51（-0.4）   |                                  |
| 2013（高3） | 南部記念                       | 札幌市         | 100m    | 3位      | 10秒77（-1.7）   |                                  |
| 2013（高3） | インターハイ                   | 大分市         | 100m    | 2位      | 10秒38（+0.1）   | 自己ベスト                       |
| 2013（高3） | インターハイ                   | 大分市         | 200m    | 2位      | 20秒99（-1.4）   |                                  |
| 2013（高3） | 国民体育大会                   | 調布市         | 100m    | 2位      | 10秒51（+0.1）   |                                  |
| 2013（高3） | 国民体育大会                   | 調布市         | 4x100mR | 準決勝   | 40秒50（3走）    |                                  |
| 2013（高3） | 日本ジュニア選手権             | 名古屋市       | 100m    | 優勝     | 10秒43（+0.1）   |                                  |
| 2013（高3） | 日本ジュニア選手権             | 名古屋市       | 200m    | 2位      | 21秒21（0.0）    |                                  |
| 2014（大1） | 織田記念                       | 広島市         | 100m    | B決勝3位 | 10秒42（+1.8）   |                                  |
| 2014（大1） | 静岡国際                       | 袋井市         | 200m    | B決勝3位 | 20秒61（+0.6）   | ジュニア日本歴代6位              |
| 2014（大1） | 関東インカレ（2部）            | 熊谷市 横浜市  | 100m    | 3位      | 10秒41（+1.5）   |                                  |
| 2014（大1） | 関東インカレ（2部）            | 熊谷市 横浜市  | 200m    | 3位      | 20秒90（0.0）    |                                  |
| 2014（大1） | 関東インカレ（2部）            | 熊谷市 横浜市  | 4x100mR | 優勝     | 39秒96（3走）    |                                  |
| 2014（大1） | 南部記念                       | 札幌市         | 100m    | 2位      | 10秒57（-0.1）   |                                  |
| 2014（大1） | 日本インカレ                   | 熊谷市         | 200m    | 4位      | 20秒91（-0.1）   |                                  |
| 2014（大1） | 日本インカレ                   | 熊谷市         | 4x100mR | 5位      | 39秒69（4走）    |                                  |
| 2014（大1） | 日本インカレ                   | 熊谷市         | 4x400mR | 優勝     | 3分04秒58（4走） |                                  |
| 2014（大1） | 日本ジュニア選手権             | 名古屋市       | 100m    | 優勝     | 10秒41（+1.3）   |                                  |
| 2014（大1） | 国民体育大会                   | 諫早市         | 100m    | 5位      | 10秒40（0.0）    | 準決勝10秒32（+0.7）：自己ベスト |
| 2014（大1） | 国民体育大会                   | 諫早市         | 4x100mR | 準決勝   | 40秒27（2走）    |                                  |
| 2015（大2） | 織田記念                       | 広島市         | 100m    | 4位      | 10秒49（-0.2）   |                                  |
| 2015（大2） | 織田記念                       | 広島市         | 200m    | 6位      | 21秒09（+1.5）   |                                  |
| 2015（大2） | 静岡国際                       | 袋井市         | 400m    | 5位      | 46秒87           | ノングランプリ                   |
| 2015（大2） | ゴールデングランプリ川崎       | 川崎市         | 100m    | 6位      | 10秒43（-0.1）   |                                  |
| 2015（大2） | 関東インカレ（1部）            | 横浜市         | 100m    | 準決勝   | 10秒53（+0.8）   |                                  |
| 2015（大2） | 関東インカレ（1部）            | 横浜市         | 4x100mR | 予選     | 40秒01（2走）    |                                  |
| 2015（大2） | 日本インカレ                   | 大阪市         | 100m    | 4位      | 10秒43（+0.5）   |                                  |
| 2015（大2） | 日本インカレ                   | 大阪市         | 200m    | 7位      | 21秒21（-0.6）   |                                  |
| 2015（大2） | 日本インカレ                   | 大阪市         | 4x100mR | 8位      | 40秒19（4走）    |                                  |
| 2015（大2） | 日本インカレ                   | 大阪市         | 4x400mR | 8位      | 3分09秒38（4走） |                                  |
| 2015（大2） | 国民体育大会                   | 和歌山市       | 100m    | 準決勝   | 10秒54（+0.2）   |                                  |
| 2015（大2） | 国民体育大会                   | 和歌山市       | 4x100mR | 3位      | 40秒10（3走）    |                                  |
| 2016（大3） | 静岡国際                       | 袋井市         | 200m    | 6位      | 21秒73（-0.8）   |                                  |
| 2016（大3） | 関東インカレ（1部）            | 横浜市         | 100m    | 3位      | 10秒58（-1.4）   |                                  |
| 2016（大3） | 関東インカレ（1部）            | 横浜市         | 200m    | 2位      | 20秒69（+0.6）   |                                  |
| 2016（大3） | 関東インカレ（1部）            | 横浜市         | 4x100mR | 9位      | 40秒55（3走）    |                                  |
| 2016（大3） | 日本インカレ                   | 熊谷市         | 200m    | 5位      | 21秒27（-0.1）   |                                  |
| 2017（大4） | 静岡国際                       | 袋井市         | 200m    | 4位      | 21秒04（+0.2）   |                                  |
| 2017（大4） | 関東インカレ（1部）            | 横浜市         | 100m    | 6位      | 10秒54（-0.5）   |                                  |
| 2017（大4） | 関東インカレ（1部）            | 横浜市         | 200m    | 5位      | 20秒99（+2.9）   |                                  |
| 2017（大4） | 関東インカレ（1部）            | 横浜市         | 4x100mR | 6位      | 39秒85（4走）    |                                  |
| 2017（大4） | 日本学生個人選手権             | 平塚市         | 100m    | 準決勝   | 10秒29（+4.5）   |                                  |
| 2017（大4） | 日本学生個人選手権             | 平塚市         | 200m    | 5位      | 21秒08（+0.9）   |                                  |
| 2017（大4） | 日本インカレ                   | 福井市         | 100m    | 準決勝   | DNS              | 予選10秒28（+3.5）               |
| 2017（大4） | 日本インカレ                   | 福井市         | 200m    | 優勝     | 20秒58（+1.6）   | 自己ベスト                       |
| 2017（大4） | 日本インカレ                   | 福井市         | 4x100mR | 予選     | 40秒28（4走）    |                                  |
| 2017（大4） | 国民体育大会                   | 松山市         | 4x100mR | 5位      | 40秒00（3走）    |                                  |
| 2018（社1） | 織田記念                       | 広島市         | 100m    | 3位      | 10秒29（+1.3）   |                                  |
| 2018（社1） | ゴールデングランプリ大阪       | 大阪市         | 4x100mR | 2位      | 38秒64（3走）    |                                  |
| 2018（社1） | 布勢スプリント                 | 鳥取市         | 100m    | 4位      | 10秒24（-0.7）   |                                  |
| 2018（社1） | ルツェルン国際                 | ルツェルン     | 100m    | 5位      | 10秒17（+0.7）   |                                  |
| 2018（社1） | ルツェルン国際                 | ルツェルン     | 200m    | 5位      | 20秒44（+0.9）   |                                  |
| 2018（社1） | Kortrijkse Guldensporenmeeting | コルトレイク   | 100m    | 2位      | 10秒24（-0.9）   |                                  |
| 2018（社1） | Kortrijkse Guldensporenmeeting | コルトレイク   | 200m    | 2位      | 20秒29（+0.7）   | 自己ベスト                       |
| 2018（社1） | ロンドングランプリ             | ロンドン       | 200m    | 8位      | 20秒56（+0.1）   |                                  |
| 2018（社1） | ロンドングランプリ             | ロンドン       | 4x100mR | 2位      | 38秒09（1走）    |                                  |
| 2018（社1） | 国民体育大会                   | 福井市         | 100m    | 2位      | 10秒71（-5.2）   |                                  |
| 2018（社1） | 国民体育大会                   | 福井市         | 4x100mR | 準決勝   | 40秒25（2走）    |                                  |
| 2019（社2） | Stanford Invitation            | スタンフォード | 100m    | 優勝     | 10秒07（+2.8）   |                                  |
| 2019（社2） | Stanford Invitation            | スタンフォード | 200m    | 2位      | 20秒70（+1.3）   |                                  |
| 2019（社2） | ゴールデングランプリ大阪       | 大阪市         | 100m    | 4位      | 10秒04（+1.7）   | 自己ベスト                       |
| 2019（社2） | ゴールデングランプリ大阪       | 大阪市         | 4x100mR | 優勝     | 38秒00（3走）    |                                  |
| 2019（社2） | モントルイユ国際               | モントルイユ   | 100m    | 優勝     | 10秒20（0.0）    |                                  |
| 2019（社2） | IAAFダイヤモンドリーグオスロ   | オスロ         | 100m    | 5位      | 10秒15（+0.9）   |                                  |
| 2019（社2） | Meeting Citta Di Padova        | パドヴァ       | 100m    | 2位      | 10秒11（+1.7）   |                                  |
| 2019（社2） | ロンドングランプリ             | ロンドン       | 100m    | 4位      | 9秒98（+0.5）    | 自己ベスト 日本勢3人目の9秒台。  |
| 2019（社2） | ロンドングランプリ             | ロンドン       | 200m    | 4位      | 20秒24（+0.9）   |                                  |
| 2019（社2） | ロンドングランプリ             | ロンドン       | 4x100mR | 2位      | 37秒78（2走）    |                                  |